# Jesse Elser
Jesse Elser (* 27. Mai 1999 in Calgary, Alberta) ist ein kanadischer Volleyballspieler.

## Karriere
Elgert begann seine Karriere an der Dr. E.P. Scarlett High School. Von 2017 bis 2023 studierte er an der Trinity Western University und spielte in der Universitätsmannschaft Spartans. Der Außenangreifer gab 2022 sein Debüt in der kanadischen Nationalmannschaft.
2023 wurde Elser vom deutschen Bundesligisten SVG Lüneburg verpflichtet. Mit dem Verein erreichte er im DVV-Pokal 2023/24 und in den Bundesliga-Playoffs jeweils das Halbfinale. Außerdem spielte Lüneburg in der Champions League und kam anschließend noch ins Endspiel des CEV-Pokals. In der Saison 2024/25 war Elser beim französischen Club Arago de Sète aktiv. Zur Saison 2025/26 kehrte er zurück nach Lüneburg.